# Matthias Küntzel

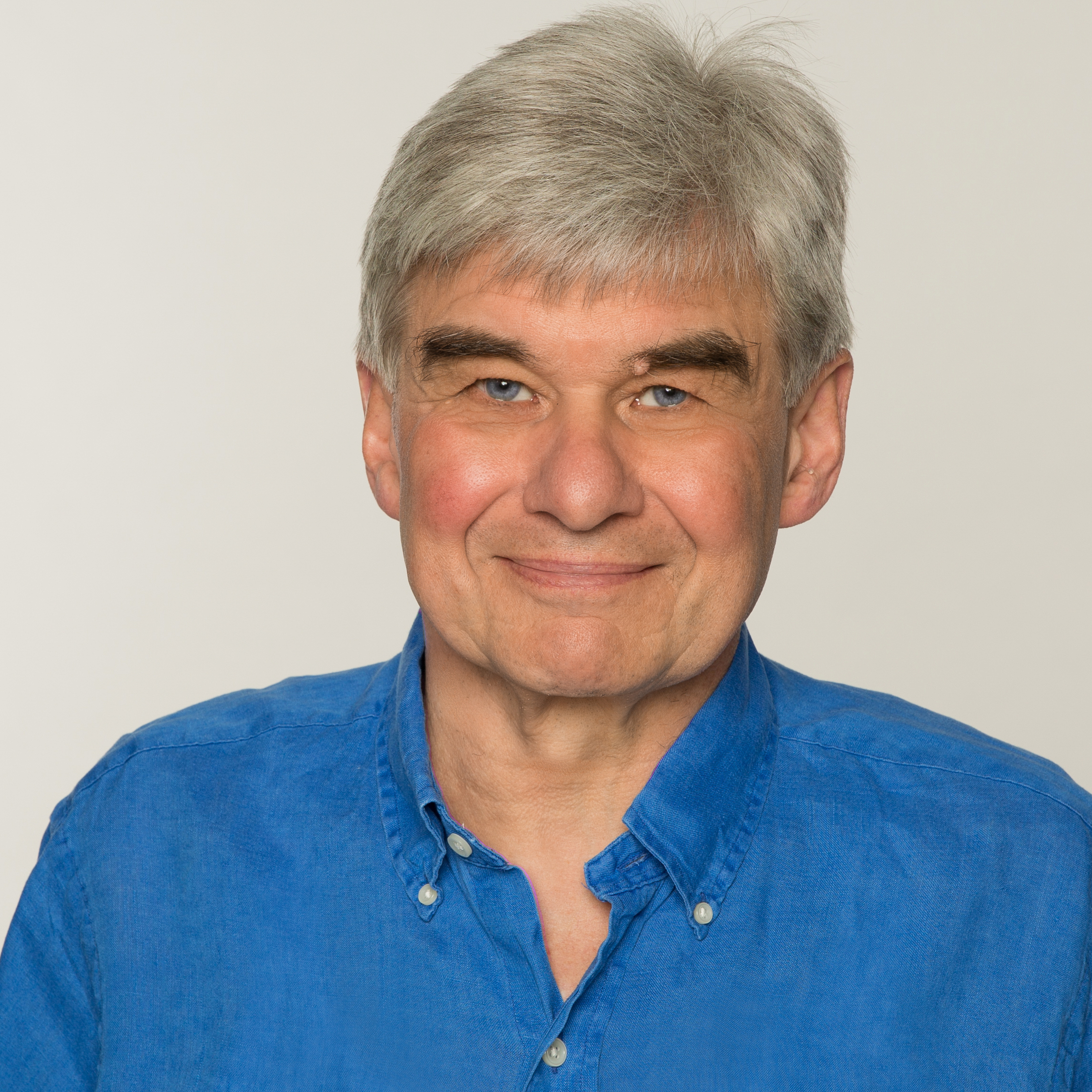
Matthias Küntzel, 2019

Matthias Küntzel (* 1955 in Osnabrück) ist ein deutscher Politikwissenschaftler, Historiker und Publizist. Er ist Mitglied im Verband der Historiker und Historikerinnen Deutschlands, in der „Association for the Study of the Middle East and Africa“ sowie der Deutschen Gesellschaft für Auswärtige Politik.

## Leben und Positionen
Von 1984 bis 1988 war Küntzel als wissenschaftlicher Mitarbeiter der Bundestagsfraktion der Grünen zuständig für die Bereiche Atomenergie und nukleare Proliferation. 1991 promovierte er summa cum laude an der Universität Hamburg mit einer Arbeit über die Entstehungsgeschichte des Atomwaffensperrvertrags und die deutsche nukleare Option. 
Küntzel war Mitglied des Kommunistischen Bundes (KB) und gehörte nach dessen Spaltung 1991 der „antideutschen“ Redaktionsminderheit an, die sich fortan „Gruppe K“ nannte und die Zeitschrift Bahamas herausgab. Küntzel war von 1991 bis 1995 Mitglied der Redaktion der Bahamas, von 1988 bis 2001 schrieb er zudem für die Zeitschrift konkret. Einer breiteren Öffentlichkeit wurde Küntzel als Co-Autor des Buches Goldhagen und die deutsche Linke oder: Die Gegenwart des Holocaust bekannt. 1999 organisierte er im Auftrag der Heinrich-Böll-Stiftung die Konferenz „Die Goldhagen-Debatte: Bilanz und Perspektiven“ mit Daniel Goldhagen, Andrei S. Markovits und anderen. 
Im Jahr 2000 nahm er in einem Buch ablehnend zum Kosovokrieg Stellung.
Seit 2001 sind seine vorrangigen Arbeitsgebiete der Nahostkonflikt, der Antisemitismus, der Islamismus und dessen Beziehung zum Nationalsozialismus, der Umgang mit der NS-Vergangenheit in Deutschland und der islamischen Welt sowie die deutsch-iranischen Beziehungen. 2002 veröffentlichte Küntzel sein Buch „Djihad und Judenhass. Über den neuen antijüdischen Krieg“, das 2007 auf Englisch, 2008 auf Hebräisch, 2009 auf Französisch, 2016 auf Griechisch sowie 2019 auf Italienisch erschien. Der englischsprachigen Veröffentlichung folgte eine ausgedehnte Vortragstätigkeit an amerikanischen Universitäten, darunter Stanford University (Kalifornien), Yale University (Connecticut), Brown University (Rhode Island) und Columbia University (New York). Zwischen 2004 und 2015 war Küntzel assoziiertes Mitglied („research associate“) am Vidal Sassoon International Center for the Study of Antisemitism (SICSA) der Hebräischen Universität Jerusalem. 2005 machte er die Existenz antisemitischer Schriften an den Iran-Ständen der Frankfurter Buchmesse publik und schrieb darüber im Wall Street Journal. In der Folgezeit verlagerte sich der Schwerpunkt seiner Aufsätze und Vorträge auf die Rolle Irans und die deutsch-iranischen Beziehungen. 
Von 2006 bis 2011 war Küntzel Mitglied im internationalen Vorstand der Wissenschaftlervereinigung Scholars for Peace in the Middle East (SPME). 2007 war er Mitbegründer und bis März 2013 Vorstandsmitglied der deutschen Sektion dieser Organisation. Die SPME-Organisation hat nach eigenen Angaben das Ziel, durch „Überzeugungsarbeit dem Antisemitismus, Antizionismus und Antiisraelismus entgegenzuwirken“. Küntzel fordert in dem Zusammenhang ein hartes Vorgehen gegen die Atompolitik Irans und kritisiert die Bundesregierung, weil sie ihre engen politischen, wirtschaftlichen und kulturellen Kontakte zum Iran aufrechterhält.
Im Jahre 2007 wurde von der University of Leeds ein geplanter öffentlicher Vortrag von Küntzel mit dem Titel Hitler’s Legacy: Islamic Antisemitism in the Middle East kurzfristig abgesagt, nachdem sich muslimische Studenten über das Thema des angekündigten Vortrags empört hatten. Als Grund für die Absage wurden offiziell Sicherheitsbedenken angegeben, Küntzel und das Deutsche Institut der Universität sprachen hingegen von Zensur und Ausverkauf akademischer Freiheit.
2008 war Küntzel Referent beim Global Forum For Combating Antisemitism im israelischen Auswärtigen Amt und nahm auf Einladung des Center For Advanced Holocaust Studies des United States Holocaust Memorial Museum in Washington, D. C., an einem zweiwöchigen Summer Research Workshop über den gegenwärtigen Antisemitismus teil. Im Dezember löste er mit seiner Kritik am Berliner Zentrum für Antisemitismusforschung eine Kontroverse über die Gleichsetzung von Judenfeindschaft und Muslimfeindschaft aus.
2009 veröffentlichte Küntzel bei Wolf Jobst Siedler, Jr., sein Buch Die Deutschen und der Iran. Geschichte und Gegenwart einer verhängnisvollen Freundschaft und nahm als einziger deutscher Experte an der vom britischen Außenministerium veranstalteten London Conference on Combating Antisemitism teil. 2010 war er Referent der von der kanadischen Regierung veranstalteten Ottawa Conference on Combating Antisemitism und begann sein Engagement für Deutschlandradio Kultur in der Reihe Politisches Feuilleton. 2011 verlieh ihm die amerikanische Anti-Defamation-League (ADL) den Paul Ehrlich-Günther K. Schwerin Menschenrechtspreis.
2012 referierte er auf Einladung der Henry Jackson Society im britischen Unterhaus über den 70. Jahrestag der Wannsee-Konferenz sowie auf Einladung der Konrad-Adenauer-Stiftung in Brüssel über die Bedeutung des Auschwitz-Gedenktags für die Gegenwart. 2012 veröffentlichte der Kölner Forough Verlag die von Michael Mobasheri übersetzte persische Ausgabe von Die Deutschen und der Iran, 2014 erschien die englische Übersetzung dieses Buches. Der LIT-Verlag veröffentlichte Küntzels Aufsatzsammlung Deutschland, Iran und die Bombe. Eine Entgegnung – auch auf Günter Grass.
Küntzel war von 1992 bis 2021 als Politiklehrer an einer Hamburger Gewerbeschule teilzeitbeschäftigt.

## Rezeption

### Unterstützende Kritiken

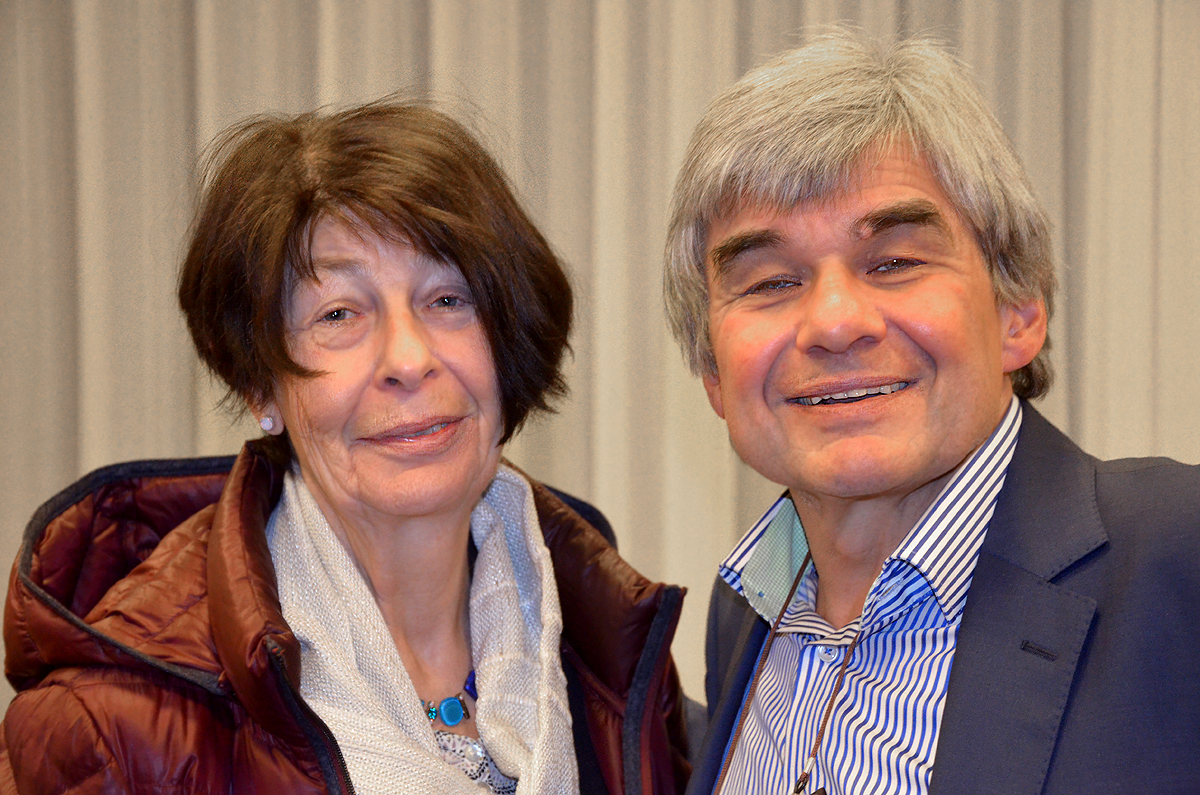
Küntzel, hier mit Eva-Maria Schulz-Jander, katholische Präsidentin vom Deutschen Koordinierungsrat der Gesellschaften für Christlich-Jüdische Zusammenarbeit;
2015 in Hannover während der Studientagung „Um Gottes Willen - Religion in säkularer Gesellschaft“

Küntzel veröffentlicht häufig in den USA und dort u. a. in The Wall Street Journal, The Weekly Standard, The New Republic, Policy Review und Telos. In Deutschland veröffentlicht Küntzel vor allem in den Medien Die Welt, Welt am Sonntag, Der Tagesspiegel, Spiegel Online, Internationale Politik und Jungle World. Seine Texte werden von Wissenschaftlern und Autoren wie Henryk M. Broder, Jeffrey Herf, Robert S. Wistrich, Walter Laqueur, Bassam Tibi und Pierre-André Taguieff positiv rezipiert. Das Buch Jihad and Jew-Hatred wurde unter anderem in der von Sun Myung Moon gegründeten The Washington Times positiv rezensiert. In der The New York Times lobt Jeffrey Goldberg die englische Ausgabe des Buches als „anregend und alarmierend“, moniert allerdings, dass Küntzel „manchmal zu stark vereinfachen“ und mit ein paar Thesen „übertreiben“ würde. J. Peter Pham bezeichnet das Buch in American Foreign Policy Interest als eine „heilsame Mahnung“, während Amnon Lord es in der Zeitschrift Jewish Policy Studies Review als das „vielleicht wichtigste Werk, das in der Folge des 11. September geschrieben wurde“, rühmt. Im Deutschlandfunk bezeichnete Ralph Gerstenberg Küntzels Buch Die Deutschen und der Iran. Geschichte und Gegenwart einer verhängnisvollen Freundschaft als „lesenswert und erhellend“. Seine Faktenfülle werde „jeden interessierten Leser nicht nur beeindrucken, sondern auch beunruhigen“, betont das Handelsblatt, während Wolfgang G. Schwanitz das Buch in der Süddeutschen Zeitung als „spannungsreich“ und „aufwühlend“ lobt.

### Ablehnende Kritiken
Alexander Flores (Hochschule Bremen) sieht in Küntzels Buch Djihad und Judenhass die Wirklichkeit „grotesk verzerrt“. In der Zeitung analyse & kritik bemängelt Bernhard Schmid an Küntzels Islamismusanalyse, sie bestehe „vor allem darin, Züge des deutschen Nationalsozialismus in den Islamismus hineinzulesen. Der Mühe, den Islamismus mitsamt seinem gesellschaftlichen Kontext zu analysieren, unterzieht er sich erst gar nicht“. René Wildangel zählte Küntzel zu den Autoren, die „den Arabern kollektive Sympathien für die Nazis“ unterstellten und mangels Kenntnissen der arabischen Sprache ohne regionale Quellen nur einseitige Position beziehen würden. Katajun Amirpur urteilte im Deutschlandradio, Küntzel liege in einigen Fällen nachweislich so falsch, dass es dem Leser schwer falle, ihm da Glauben zu schenken, wo er recht haben könnte. Der Gegendarstellung von Küntzel folgte eine Antwort von Amirpur auf NEFAIS (Netzwerk Fachjournalisten islamische Welt) sowie eine Erwiderung Küntzels. Fahimeh Farsaie im Freitag spricht noch deutlicher von „Verzerrung der Tatsachen“, der Autor wolle im Islamismus „partout die Fratze der Nazis“ erkennen. Der deutsche Islamwissenschaftler Michael Kiefer kritisiert einen sogenannten „alarmistischen Ton“, „terminologische[n] Fehlgriffe“ sowie angeblich falsche NS-Vergleiche und Übertreibungen, die Küntzel anschlage.
Seiner ablehnenden Stellungnahme zum Kosovokrieg wurde vorgeworfen, blind dafür zu sein, was die kosovo-albanische Bevölkerung ohne den Sieg der NATO über Serbien hätte durchmachen müssen. Trotz einer stellenweise scharfsinnigen Analyse sei sein Buch ein „links-dogmatische(n)r Politreader und ideologische(n)s Manifest.“

## Auszeichnungen
Im Dezember 2007 gewann Küntzel den Großen Preis des von dem Unternehmen JM Northern Media LLC organisierten London Book Festivals für sein kurz zuvor erschienenes Buch „Jihad and Jew-Hatred: Islamism, Nazism, and the Roots of 9/11“. Im Mai 2008 erhielt Jihad and Jew-Hatred vom amerikanischen Independent Publisher Book Award die Goldmedaille als bestes Buch im Bereich Religion. Im Februar 2011 wurde Küntzel mit dem „Paul Ehrlich-Günther Schwerin Menschenrechtspreis“ der Anti-Defamation League (ADL) ausgezeichnet. Er habe „sich seit langem und in besonderer Weise gegen den Antisemitismus engagiert und seine Leser in seinem Herkunftsland Deutschland und anderswo vor den Gefahren dieses jahrhundertealten Virus gewarnt, gegen den keine Abhilfe bekannt ist“, erklärte Abraham H. Foxman, der Direktor von ADL, anlässlich der Preisverleihung. 2022 verlieh ihm die Deutsch-Israelische Gesellschaft in Hannover den Theodor Lessing Preis für aufklärerisches Handeln.

## Veröffentlichungen
- Atombomben – made in Germany? Schleichwege zum Atomwaffenstaat. Kölner Volksblatt, Köln 1986, ISBN 3-923243-18-9.
- Bonn und die Bombe – Deutsche Atomwaffenpolitik von Adenauer bis Brandt. Campus, Frankfurt am Main 1992, ISBN 3-593-34654-0.
  - Bonn & the Bomb. German Politics and the Nuclear Option. Pluto Press, London 1995, ISBN 0-7453-0910-0.
- Goldhagen und die deutsche Linke oder Die Gegenwart des Holocaust. Elefanten Press, Berlin 1997, ISBN 3-88520-639-0.
- Der Weg in den Krieg – Deutschland, die NATO und das Kosovo. Elefanten Press, Berlin 2000, ISBN 3-88520-771-0.
- Djihad und Judenhass – Über den neuen antijüdischen Krieg. Ça ira, Freiburg im Breisgau 2002, ISBN 3-924627-06-1.
  - Jihad and Jew-Hatred – Islamism, Nazism, and the Roots of 9/11. Telos Press, New York 2007, ISBN 0-914386-36-0.
  - Jihad et Haine des Juifs. Le lieu troublant entre Islamism et nazisme à la racine des terrorisme international. Èditions du Toucan, Paris 2015, ISBN 978-2-8100-0657-1.
  - Il Jihad E L’Odio Contro Gli Ebrei. L’Islamismo, Il Nazismo E Le Radici Dell’11 Settembre, Salomone Belforte & C., Livorno 2019, ISBN 978-88-7467-148-9.
- Heimliches Einverständnis? Islamischer Antisemitismus und deutsche Politik. LIT, Berlin 2007, ISBN 3-8258-0805-X.
- Die Deutschen und der Iran. Geschichte und Gegenwart einer verhängnisvollen Freundschaft. WJS, Berlin 2009, ISBN 978-3-937989-52-5.
  - آلمانی‍‍ها و ایران- تاریخ گذشته و معاصر یک دوستی بدفرجام. Forough Verlag, Köln 2021, ISBN 978-3-943147-18-6 (persisch). Persische Übersetzung: Michael Mobasheri.[14]
- Deutschland, Iran und die Bombe. Eine Entgegnung – auch auf Günter Grass. LIT, Berlin 2012, ISBN 978-3-643-11703-8.
- Nazis und der Nahe Osten. Wie der islamische Antisemitismus entstand. Hentrich & Hentrich, Leipzig 2019, ISBN 978-3-95565-347-7. Rezension in Philipp Henning: M. Küntzel: Nazis und der Nahe Osten. In: H-Soz-Kult. 3. April 2020, abgerufen am 9. Februar 2023.
- Israels Schuld? Warum über die NS-Anteile am Nahostkonflikt nicht gesprochen wird, in: Gesichter des Politischen Islam, Edition Tiamat, Berlin 2023, ISBN 978-3893203093.